# Viscount Tracy
Viscount Tracy, of Rathcoole in the County of Dublin, war ein erblicher britischer Adelstitel in der Peerage of Ireland.
Familiensitz der Viscount war Toddington Manor bei Toddington in Gloucestershire.

## Verleihung
Der Titel wurde am 12. Januar 1643 für den englischen Politiker Sir John Tracy geschaffen. Zusammen mit der Viscountwürde wurde ihm der nachgeordnete Titel Baron Tracy verliehen.
Beide Titel erloschen beim Tod von dessen Urururenkel, dem 8. Viscount, am 29. April 1797.

## Liste der Viscounts Tracy (1643)
- John Tracy, 1. Viscount Tracy († 1648)
- Robert Tracy, 2. Viscount Tracy (um 1593–1662)
- John Tracy, 3. Viscount Tracy (1617–1687)
- William Tracy, 4. Viscount Tracy (1657–1712)
- Thomas Tracy, 5. Viscount Tracy (1690–1756)
- Thomas Tracy, 6. Viscount Tracy (1719–1792)
- John Tracy, 7. Viscount Tracy (1722–1793)
- Henry Tracy, 8. Viscount Tracy (1732–1797)